# رسلمانیا ۳۲
رسلمانیا ۳۲ (به انگلیسی: WrestleMania 32) سی‌ودومین رسلمانیای سالانه غیر رایگان (Pay-Per-View) در کشتی حرفه‌ای است که توسط کمپانی دبلیودبلیوئی تهیه می‌شود و این دوره‌اش هم در ۳ آوریل ۲۰۱۶ در ورزشگاه ورزشگاه ای‌تی و تی شهر آرلینگتون ایالت تگزاس برگزار شد. این سومین رسلمانیا بود که در ایالت تگزاس برگزار می‌شد و اولین آن در دالاس‌فورت وورث بود. دو رسلمانیای قبلی برگزار شده در ایالت تگزاس عبارتند از رسلمانیا ۱۷ به تاریخ ۱ آوریل ۲۰۰۱ و رسلمانیا ۲۵ به تاریخ ۳ آوریل ۲۰۰۹. در رسلمانیا ۳۲ رکورد تعداد تماشاگران دبلیودبیوئی شکسته شد که متعلق به رسلمانیا ۳ بود؛ رکوردی که در کشور اول بود تا اینکه NBA All-Star Game سال ۲۰۱۰ آن را شکست.

## زمینه سازی
رسلمانیا بعنوان بهترین رویداد سالانه دبلیودبلیوئی و نماد این کمپانی معرفی می‌شود چرا که قدیمیترین و دارای بیشترین تعداد برگزاری در تاریخ کشتی حرفه‌ای است و در دبلیودبلیوئی از نظر اهمیت برابر سوپر بول در ورزش لیگ فوتبال ملی در کشور آمریکا است.
این رویداد شامل مسابقاتی بین دشمنی‌های موجود، ماجراهای پیش آمده و استوری‌هایی خواهد بود که پیش از این در برنامه‌های راو یا اسمک داون پخش شده بود. کشتی‌گیرها با توجه به مسابقات یا سری اتفاقاتی که برایشان رخ می‌دهد و تنش را به حد اکثر می‌رساند، نقش منفی یا قهرمان به خود می‌گیرند.
تدابیر لازم رفت‌وآمد برای تماشاگران و سایر امکانات و بلیط‌ها در روز ششم نوامبر ۲۰۱۵ برای فروش گذاشته شدند؛ امکانات طلایی ویژه با قیمت ۲٬۳۶۰ دلار و بلیط‌های تک نفره هم با قیمتی بین ۱۸ تا ۱٬۱۸۰ دلار به فروش رسیدند. امکانات طلایی شامل مکان تماشا در کنار رینگ، مسیر ورودی ویژه به ورزشگاه و یک صندلی تاشو است که تماشاگران می‌توانند با خود به خانه ببرند.
این رسلمانیا پنج ترانه رسمی خواهد داشت: "My House" با اجرای فلو رایدا، "Hello Friday" با اجرای فلو رایدا و جیسون درولو، "Hail to the King" با اجرای اَوِنجد سِوِن‌فُلد، "Sympathy for the Devil" با اجرای موتورهد و "Oh No" با اجرای Goodbye June. همچنین در ۲۱ مارچ اعلام شد که رسلمانیا ۳۲ با اجرای زنده America the Beautiful توسط گروه فیفت هارمونی آغاز خواهد شد.
تریپل اچ با برد در رویال رامبل ۲۰۱۶ علاوه بر قهرمانی کمربند دبلیودبلیوئی سنگین‌وزن جهان توانست مسابقه اصلی شب رسلمانیا ۳۲ را از آن خود کند. به براک لزنر به دلیل حذف شدن از رویال رامبل توسط کسانی که قبلاً از مسابقه حدف شده بودند(خانواده وایت)، دین امبروز به دلیل اینکه آخرین شخصی بود که از مسابقه رامبل حذف شد و رومن رینز به دلیل آن که قهرمان سابق بوده است یک فرصت دیگر در فست‌لین (۲۰۱۶) یعنی آخرین پی-پر-ویو قبل از رسلمانیا داده شد تا این سه، شانس خود را برای حضور در مسابقه اصلی رسلمانیا ۳۲ مقابل قهرمان امتحان کنند و بدین صورت برنده مسابقه بین براک لزنر، دین امبروز و رومن رینز در فست‌لین به عنوان رقیب تریپل اچ در رسلمانیا معرفی و بر سر کمربند قهرمانی دبلیودبلیوئی سنگین‌وزن جهان مسابقه خواهد داد. در فست‌لین، رومن رینز موفق به شکست دو نفر دیگر شد تا در رسلمانیا رقیب تریپل اچ شود. شب بعد در راو ۲۲ فوریه، هنگامیکه رینز مشغول مبارزه با شیمس بود، تریپل اچ ناگهان وارد شد و رینز را بشدت مورد ضرب و شتم قرار داد و صورت او را غرق در خون کرد فریاد زد "حالا فهمیدی من کی هستم؟"؛ و به نوعی انتقام حمله رینز به او در تی‌ال‌سی ۲۰۱۵ را گرفت. البته قرار شد تا تریپل اچ پیش از رسلمانیا در رویداد مانع به مصاف دین امبروز برود و از کمربند دبلیودبلیوئی سنگین‌وزن جهان خود دفاع کند. تریپل اچ با موفقیت از سد امبروز گذشت.
همچنین در راو ۲۲ فوریه، مستر مک‌ماهون اولین جایزه در تاریخ با این نام یعنی «جایزه میراث مقام والای وینسنت جِی. مک‌ماهون» را به دخترش استفنی اهدا کرد. در این لحظه بود که شین مک‌ماهون که پس از خروجش از کمپانی در سال ۲۰۰۹ دیگر حاضر نشده بود، بار دیگر بازگشت و به تقابل با پدر و خواهرش پرداخت؛ پس از اینکه استفنی از رینگ خارج شد، شین گفت که آنها دارند با سوء مدیریتشان، راو و کمپانی را به نابودی می‌کشند. وینس سپس با شین معامله‌ای کرد مبنی بر اینکه شین کنترل راو را بر عهده خواهد گرفت به شرطی که بتواند در رسلمانیا و طی یک مسابقه هِل این اِ سِل مقابل رقیب انتخاب شده به وسیله وینس یعنی آندرتیکر پیروز شود.
در فست‌لین، براک لزنر بر روی رومن رینز قفل کیمورا را اجرا کرده بود-همان حرکتی که در سامِراِسلم بر روی آندرتیکر انجام داد و آندرتیکر تسلیم شد ولی داور آن را ندید- و چیزی نمانده بود که رینز تسلیم شود ولی ناگهان دین امبروز با صندلی فولادی به لزنر ضربه زد و باعث شد او برنده نشود. شب بعد پیش از اینکه راو آغاز شود، لزنر در پارکینگ به امبروز حمله کرد و او را بر روی شیشه جلو ماشین کوبید و راهی بیمارستان نزدیک ورزشگاه کرد. سپس در همان شب، پل هیمن هر کسی را که مایل است و جرئت می‌کند به مبارزه با لزنر در رسلمانیا طلبید که ناگهان امبروز با ماشین آمبولانس و با حالی بد وارد شد و گفت: «بهت گفته بودم من فناناپذیرم»؛ لزنر عصبی شد و به او یک F5 زد؛ سپس امبروز لزنر را به یک مسابقه نو هولدز بارد استریت فایت در رسلمانیا طلبید که لزنر پذیرفت.

## نتایج

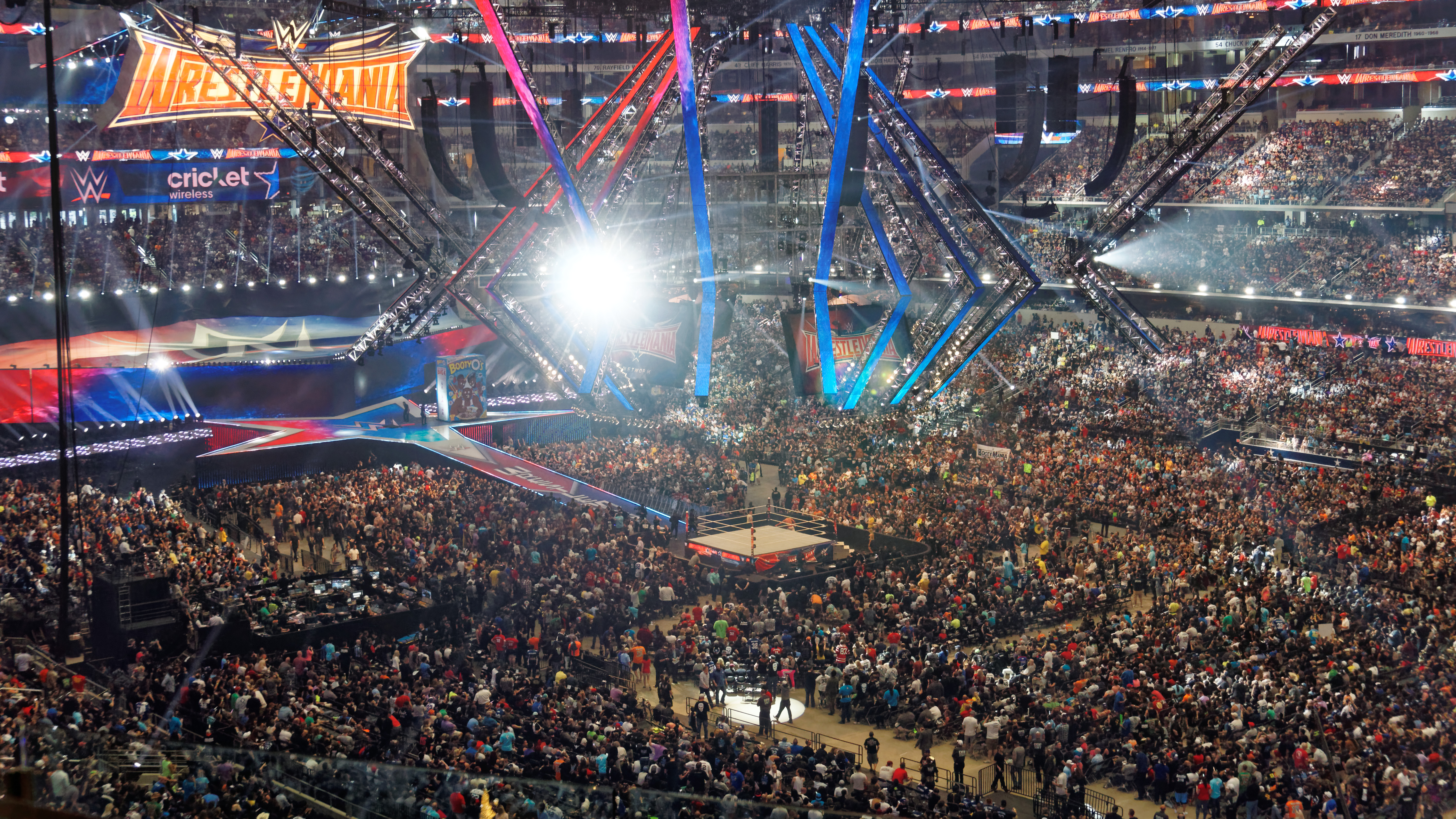
ورزشگاه ای‌تی و تی شهر آرلینگتون ایالت تگزاس

| #                                                                                                 | نتایج | نوع مسابقه | مدت زمان |
| ------------------------------------------------------------------------------------------------- | --- | --- | -------- |
| ۱پ                                                                                                | کالیستو (c) پیروز مقابل رایبک | مسابقه تک نفره برای قهرمانی کمربند ایالات متحده آمریکا                                                                     | ۸:۵۸     |
| ۲پ                                                                                                | توتال دیواز (بری بلا، پیج، ناتالیا، آلیشا فاکس، و اوا مری) پیروز مقابل تیم B.A.D و Blonde (نِیومی , تامینا، لانا، اما، و سامر ری) | مسابقه تگ تیم دیواز ده نفره                                                                                                | ۱۱:۲۵    |
| ۳پ                                                                                                | د اوسوس (جیمی و جِی اوسو) پیروز مقابل د دادلی بویز (بابا رِی دادلی و دی-وان دادلی)                                                 | مسابقه تگ تیم | ۵:۱۸     |
| ۴                                                                                                 | زک رایدر پیروز مقابل کِوین اُوِنز (c) مقابل سمی زین مقابل دالف زیگلر مقابل سین کارا مقابل د میز مقابل استارداست                     | مسابقه نردبان هفت نفره برای قهرمانی کمربند بین قاره‌ای                                                                      | ۱۵:۲۳    |
| ۵                                                                                                 | کریس جریکو پیروز مقابل ای.جی. استایلز                                                                                            | مسابقه تک نفره | ۱۷:۱۰    |
| ۶                                                                                                 | اتحادیه ملل (شیمس، آلبرتو دل ریو، روسِف و کینگ بَرِت) پیروز مقابل د نو دی (بیگ ای، کوفی کینگستون و زیویر وودز)(c)                   | مسابقه تگ تیم با آوانس ۴ به ۳                                                                                              | ۱۰:۰۳    |
| ۷                                                                                                 | براک لزنر (با همراهی پل هیمن) پیروز مقابل دین امبروز                                                                             | مسابقه نو هولدز بارد استریت فایت                                                                                           | ۱۳:۰۶    |
| ۸                                                                                                 | شارلوت (c) (با همراهی ریک فلر) پیروز مقابل بکی لینچ مقابل ساشا بنکس با تسلیم                                                     | برای قهرمانی کمربند زنان                                                                                                   | ۱۶:۰۳    |
| ۹                                                                                                 | آندرتیکر پبروز مقابل شین مک‌ماهون                                                                                                 | مسابقه هِل این اِ سِل; اگر شین برنده می‌شد کنترل کامل راو را بدست می‌آورد و آندرتیکر دیگر نمی‌توانست در هیچ رسلمانیایی شرکت کند. | ۳۰:۰۵    |
| ۱۰                                                                                                | بارون کوربین برنده با بیرون انداختن آخرین نفر یعنی کین                                                                           | سومین دوره مسابقه بتل رویال تندیس یادبود آندره د جاینت                                                                     | ۹:۴۱     |
| ۱۱                                                                                                | د راک با همراهی جان سینا پیروز مقابل اریک روئن (با همراهی خانواده وایت)                                                          | مسابقه تک نفره | ۰:۰۶     |
| ۱۲                                                                                                | رومن رینز پیروز مقابل تریپل اچ (c) (با همراهی استفنی مک‌ماهون)                                                                    | مسابقه تک نفره برای قهرمانی کمربند دبلیودبلیوئی سنگین‌وزن جهان                                                              | ۲۷:۱۱    |
| - (c) – نشان‌دهنده قهرمان(هایی) است که به میدان می‌روند - پ – نشان‌دهنده این است که مسابقه در پری–شو | | |          |

1. ↑  شارلوت بعنوان آخرین قهرمان کمربند دیواز وارد رینگ شد ولی آن کمربند بازنشسته شد و از کمربند جدید یعنی کمربند زنان رونمایی شد و قرار شد در آن شب مسابقه بر سر آن کمربند برگزار شود.
2. ↑  ترتیب حذف شدگان بترتیب: فاندانگو، دیمین سنداو، شکیل اونیل، بیگ شو، ویکتور، دایموند دالاس پیج، کانر، تاتانکا، جک سوئگر، آر-تروث، گلداست، کورتیس اکسل، آدام رز، تایلر بریز، هیث اسلیتز، مارک هنری، بو دالاس، درن یانگ و کین